# Protonuraghe Front’e Mola

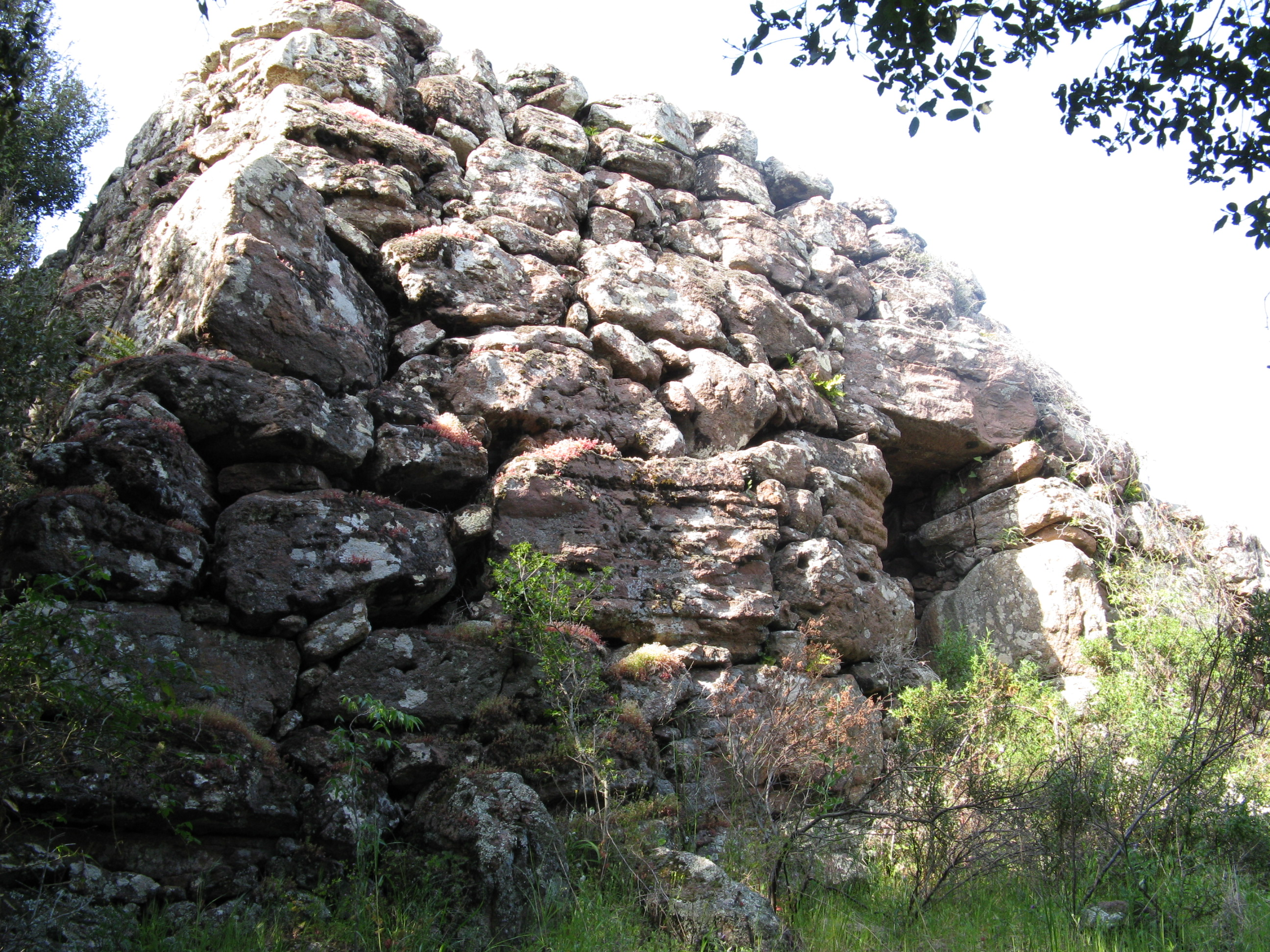
Front’e Mola

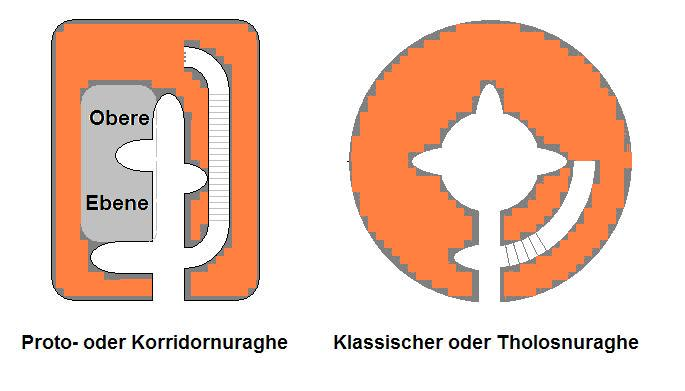
Grundriss von Front’e Mola (links)

Front’e Mola (auch Su Saccu oder Su Sauccu genannt) ist eine Protonuraghe mit rechteckigem Grundriss. Sie liegt hoch über dem Lago Bidighinzu in der Flur Mesu ’e Roccas (zwischen den Felsen), in der Nähe von Thiesi (links der Straße SS 131bis nach Ittiri) in der Metropolitanstadt Sassari auf Sardinien. Auf einem durch Trockensteinmauern getrennten kleinen Wiesenstück zwischen dem Rand der Hochfläche und dem Felskamm verbirgt sich die Nuraghe in der Macchie. Protonuraghen (auch Korridor- oder Pseudonuraghen, italienisch Nuraghe a corridoio) sind die Vor- oder Frühform der klassischen Turmbauten oder Tholosnuraghen (italienisch Nuraghe a tholos) der bronzezeitlichen Nuraghenkulturen Sardiniens.

## Beschreibung
Front’e Mola hat nach innen geneigte, fast vollständig erhaltene Außenwände. Der Eingang mit Architrav (ohne Entlastungsöffnung) führt in einen 2,5 m hohen, mit Steinplatten gedeckten geraden Gang. Im hinteren Teil des Ganges zweigen zwei unterschiedlich große Nischen auf der linken und rechten Seite vom Gang rechtwinkelig ab. Im vorderen Teil findet sich links eine so genannte Wächterzelle nahe dem Eingang, wie sie auch spätere Tholosnuraghen zeigen. Gegenüber zweigt rechts ein Gang ab. Hier gelangt man über ein Treppenhaus auf die noch sechs bis acht Meter hohe heutige Dachterrasse mit den Restemauern eines lang gestreckten Raumes. Grabungen brachten keine Klarheit über die Datierung. Ein Modell der Anlage steht im Museo Nazionale G. A. Sanna in Sassari.

## Zeitstellung
Die etwa 300 Protonuraghen auf Sardinien entstanden während der Phase B der zweiphasigen Bonnanaro-Kultur, die als Nachfolger der sowohl megalithischen als auch kupferzeitlichen Monte-Claro-Kultur etwa zwischen 1800 und 1500 v. Chr. herrschte.
In der Nähe liegt die Nekropole von Enas de Cannuja.